# Naissance en 1190
Naissance
- 1186
- 1187
- 1188
- 1189
- 1190
- 1191
- 1192
- 1193
- 1194

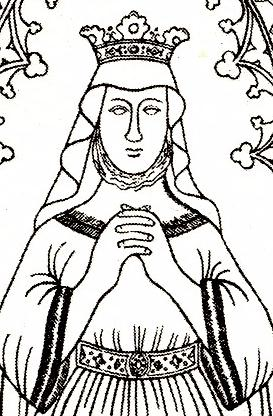
Richardis de Danemark, née vers 1190.

Cette page dresse une liste de personnalités nées au cours de l'année 1190 :

## En Europe
- 23 novembre : Clément IV (Guy Foulques ou Foucault), religieux français du Moyen Âge, 183e pape de l'Église catholique. († 29 novembre 1268).
- Jourdain de Saxe, religieux allemand, membre de l'ordre des Prêcheurs et maître de ce même ordre.
- Marie de Brabant, impératrice du Saint-Empire et reine de Germanie puis comtesse de Hollande.
- Henri II de Bar, comte de Bar.
- Ferdinand d'Aragon, abbé de Montearagón.
- Roger Ier de Fézensaguet, vicomte de Fézensaguet.
- Thomas Gallus, ou Thomas de Saint-Victor ou Thomas de Verceil ou Vercellensis, théologien.
- Guilhem IX de Montpellier, seigneur de Montpellier.
- Helvis de Lusignan, noble latine d'Orient.
- Jean Ier de Chalon, dit Jean de Bourgogne, Jean l'Antique ou Jean le Sage, comte de Chalon, comte d'Auxonne et seigneur de Charolais, puis sire de Salins et régent du comté de Bourgogne.
- Jean Ier de Beaumont-Gâtinais,  ou Jean de Beaumont, grand officier de la couronne de France.
- Ladislas Odonic, duc de Grande-Pologne.
- Richardis de Danemark, reine consort de Suède-Finlande.
- Richer le Lorrain, moine de l’abbaye de Senones.
- Geoffroy de Rohan, 5e vicomte de Rohan.

## En Afrique
- 20 août : Soundiata Keïta, souverain mandingue de l'Afrique de l'Ouest médiévale, fondateur de l'Empire du Mali.
- Abu Muhammad Ibn al-Baitar, ou Abu Muhammad Abdallah Ibn Ahmad Ibn al-Baitar Dhiya al-Din al-Malaqi, médecin et botaniste arabe.
- Ibn Abi al Hadid, ou ‘Izz al-Dīn ‘Abu Hamīd ‘Abd al-Hamīd bin Hībat-Allah ibn Abi al-Hadīd al Mutazilī al-Mada'ini, érudit Mutazile.

## En Asie
- 24 juillet : Yelü Chucai, intellectuel et conseiller khitan sous la dynastie Liao puis l'Empire mongol.

## Crédit d'auteurs
- Cet article est partiellement ou en totalité issu de l'article intitulé « 1190 » (voir la liste des auteurs).